# 邊川站
邊川站（日语：／ Hegawa eki */?）是日本德島縣海部郡牟岐町大字橘的鐵路站，隸屬於四國旅客鐵道（JR四國），車站編號M23。過往曾有職員駐守，現已全撤。附近主要為農田及山谷，民居不多。

## 車站結構
站舍原為木製，但客量偏低，車站撤員後日久失修，結構變舊。JR四國接手後將不少同類的舊站舍拆卸改裝成簡易車站模式，本站就是其中之一，站舍拆卸後，原址只遺留一片空地。另一方面，月台中央附近有有蓋候車亭及儲物室。2009年尾，車站改善工程展開，月台往牟岐站的一端加建斜道；候車亭旁的樓梯出入口重新整理；部份月台升高以對應1200系及1500系氣動車更高的車身；外圍設置單車停泊處、電話亭及洗手間。
車站只有1個長4卡車的側式月台，往牟岐站方向為左側上落；往德島站方向為右側上落。

### 月台配置
| 路線    | 方向     | 目的地             |
| ------- | -------- | ------------------ |
| ■牟岐線 | （上行） | 德島方向           |
| ■牟岐線 | （下行） | 牟岐、阿波海南方向 |

## 歷史
- 1942年7月1日：開業，原本不設此站，後來經地方自治體提請而設站，又因沿線已有「阿波橘」站而另名「邊川」。[5]
- 1970年4月1日：根據「日本國有鐵道公示－昭和45年3月28日公138號」，車站無人化，職員全撤。
- 1987年4月1日: 日本國鐵分割民營化，車站由JR四國繼承營運。

## 相鄰車站
四國旅客鐵道（JR四國）
■牟岐線
山河內（M22）－邊川（M23）－牟岐（M24）

## 外部連結
- JR四國邊川站